# Крокодил Данді
«Крокодил Данді» (англ. Crocodile Dundee) — австралійський пригодницький фільм 1986 року.

## Сюжет
Американська журналістка Сью Чарлтон, дочка глави газетної імперії Newsday, приїжджає до Австралії з метою зробити репортаж про місцевого мисливця Міка Данді, відомого під прізвиськом «Крокодил». Знаменитим він став бо небезпечна рептилія ледь не відкусила йому ногу, але він вижив у сутичці із хижаком. Сью домовляється про зустріч з компаньйоном «Крокодила» Волтером Рейлі, який і знайомить молоду журналістку з Данді. Мік був вихований аборигенами, він чудовий слідопит, знавець природи і живе здебільшого далеко від цивілізації. Журналістка проводить разом з мисливцем три дні у австралійській глушині, знайомиться з місцевими пам'ятками та самим «Крокодилом», і несподівано для себе виявляє до нього симпатію. Сью пропонує Міку відвідати Нью-Йорк і краще познайомитися з Америкою. Данді раніше ніколи не бував у великому місті, і йому багато що здається незрозумілим і дивним. Він частенько потрапляє в різні безглузді ситуації і так само безглуздо з них виходить. Тим не менш, він залишається самим собою і проявляє інтерес навіть до незнайомих людей, що досить швидко робить його популярним. Навички виживання в дикій природі виявляються корисними і в мегаполісі — Міку навіть вдається запобігти злочинові. Сью заручена з колегою-журналістом, і симпатія до немолодого австралійця призводить жінку в сум'яття, проте дуже скоро вона розуміє, що любить Міка і не може жити без нього.

## У ролях
| Актор            | Роль                        |
| ---------------- | --------------------------- |
| Пол Гоґан        | Майкл Джей «Крокодил» Данді |
| Лінда Козловські | Сью Чарлтон                 |
| Джон Мейллон     | Волтер Рейлі                |
| Марк Блум        | Річард Мейсон               |
| Девід Галпіліл   | Невілл Белл                 |
| Річі Сінгер      | Кон                         |
| Меггі Блінко     | Іда                         |
| Стів Рекмен      | Донк                        |
| Джеррі Скілтон   | Наггер                      |
| Террі Гілл       | Даффі                       |
| Пітер Тернбулл   | Тревор                      |
| Крістіна Тотос   | Розіта                      |

## Цікаві факти
- Існують дві версії фільму: австралійська і американська/міжнародна. У міжнародній версії багато слів австралійського сленгу замінені найуживанішими виразами, а також вона трохи коротше через відсутність кількох сцен.
- В американському кінопрокаті слово Crocodile в назві фільму було укладено в лапки, щоб глядачі не подумали, що Данді це дійсно справжній крокодил.
- Розлючений дикий буйвіл, якого приборкує Мік Данді, з міркувань безпеки був накачаний заспокійливими ліками.
- У сцені, коли Мік Данді знаходиться у ванній в готелі, в іншій кімнаті по телевізору йде фільм «Майор Данді» (1965).
- Після того як Мік розганяє п'яних браконьєрів на кенгуру, сховавшись за трупом убитого кенгуру і вистріливши через нього, так, що ті подумали, що постріл зробила тварина, він повертається до мертвого кенгуру зі словами «Молодець, Скіппі». Це відсилання до популярного австралійського дитячого телесеріалу 60-х «Скіппі», який розповідає про дружбу хлопчика і дикого кенгуру з таким ім'ям.
- Оригінальна версія фільму мала хронометраж 104 хвилини.
- Фільм був у радянському кінопрокаті в 1988 році під назвою «Данді на прізвисько Крокодил».